# مقاومة الشد

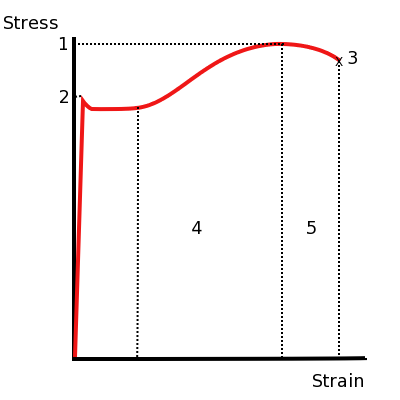
منحنى تغير الانفعال مع الإجهاد-النقطة 1 هي مقاومة الشد القصوى للمادة

مقاومة الشد (ملاحظة 1) هي مقياس لمقدار الإجهاد الذي تتعرض له المادة عند وصولها لنقطة الانهيار، التي عندها تتحطم أو تفقد تماسكها، أي هي أقصى إجهاد يمكن للمادة تحمله بدون أن تنهار . ومقاومة الشد هي خاصية غير مقدارية، أي لا تتغير بتغير مقدار المادة التي يتم اختبارها، ولكنها تتوقف على إعداد عينة الاختبار ودرجة الحرارة في الوسط الذي يجرى فيه الاختبار. وهذه الخاصية هي أحد أهم المقاييس في مجال الإنشاء وفي مجالات الهندسة عموما، وغالبا ما تستخدم بالنسبة لمواد في صورة حبال أو أسلاك أو قضبان إنشائية.
بعض المواد عندما يحدث بها كسر يكون كسر حاد فلا يحدث بالمادة تشكل لدن أثناء مقاومة الشد، فيما يُطلق عليه «انهيار هش». في حين أن المواد الأخرى تكون مطيلية، وهي في الغالب معظم المعادن، حيث يحدث بالمادة حالة تشكل لدن نتيجة لمقاومة الشد.
تُعين قيمة مقاومة الشد القُصوى باجراء تجربة شد%D8%AA%D8%AC%D8%B1%D8%A8%D8%A9_%D8%B4%D8%AF، فتُسجل قيم الإجهاد الهندسي للمادة في مقابل قيم الانفعال لها. أعلى نقطة في منحنى تغير الانفعال مع الإجهاد (أُنظر للمنحنى المقابل ) تُمثل مقاومة الشد القُصوى للمادة.

## هوامش
ملاحظة 1 يقابلها بالإنجليزية Tensile strength